# Jakob Kennedy

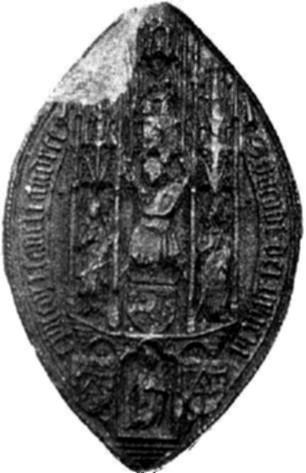
Siegel von Jakob Kennedy

Jakob Kennedy (englisch James Kennedy, schottisch-gälisch Seumas Ceanadach, * um 1408; † 24. Mai 1465) war ein schottischer Bischof im 15. Jahrhundert.

## Leben
1437/1438 wurde er Bischof von Dunkeld und 1440 Bischof von St Andrews. Er gründete das St Salvator’s College der University of St Andrews. Auch das kurz nach 1458 gegründete Franziskanerkloster (Grey Friars Monastery) in St. Andrews geht auf ihn zurück. Er ließ ein Passagier- und Frachtschiff namens Saint Salvator bauen, das bis 1472 genutzt wurde.
Nach dem Tod König Jakobs II., 1460, wurde Kennedy Mitglied des siebenköpfigen Regentschaftsrates, der Schottland während der Minderjährigkeit König Jakobs III. regierte.